# Ken Terrell
Ken Terrell (29 de abril de 1904 – 8 de marzo de 1966) fue un actor y especialista cinematográfico de nacionalidad estadounidense.
Nacido en Georgia, fue sobre todo conocido por su trabajo en filmes del género western.
Quizás su papel de mayor fama fue el de Joe Marcella en el film de 1956 The Indestructible Man.  
Ken Terrell falleció en 1966 a causa de una arterioesclerosis en Sherman Oaks, Los Ángeles, California. Fue enterrado en el Cementerio Oakwood Memorial Park de Chatsworth, Los Ángeles.

## Filmografía parcial
| Año  | Título                      | Personaje                       | Observaciones                   |
| ---- | --------------------------- | ------------------------------- | ------------------------------- |
| 1937 | Living on Love              | Ghonoff Brother                 | acreditado como Kenneth Terrell |
| 1941 | Jungle Girl                 | Mananga                         |                                 |
| 1950 | Killer Shark                |                                 |                                 |
| 1956 | Indestructible Man          | Joe Marcella                    |                                 |
| 1957 | The Brain from Planet Arous | Coronel en sala de conferencias |                                 |
| 1958 | The Buccaneer               | Pirata                          |                                 |

| Año  | Título              | Personaje      | Observaciones                                                   |
| ---- | ------------------- | -------------- | --------------------------------------------------------------- |
| 1954 | Fireside Theatre    |                | Episodio: "Member of the Jury", acreditado como Kenneth Terrell |
| 1954 | The Cisco Kid       | Paul Blackwell | Episodio: "The Lowest Bidder"                                   |
| 1954 | The Hospital        | Jason Turnbull |                                                                 |
| 1955 | Cisco and the Giant | Henchman Lobo  |                                                                 |
| 1957 | Dragnet             |                | Episodio: The Big Cup, acreditado como Kenneth Terrell          |